# Cindy Sander
Ne doit pas être confondu avec Cyndi Lauper.
Cindy Sander, de son vrai nom Cindy Sandmeier, est une chanteuse française née le 31 mars 1978 à Creutzwald, en Moselle. Révélée au grand public en 2008 par sa participation à l'émission Nouvelle star sur M6, elle connaît une notoriété médiatique marquée par un fort engouement sur Internet. Sa carrière prend un tournant significatif en 2014 grâce à sa collaboration avec le créateur Thierry Mugler, qui la métamorphose pour le spectacle The Wyld à Berlin qui attirera plus de 780 000 spectateurs sur 490 représentations,,,.

## Biographie

### Jeunesse et débuts
Benjamine d’une fratrie de douze enfants, Cindy Sander monte sur scène dès l’âge de quatre ans lors d’une sélection régionale de L'École des fans. Sa mère, Ernestine, ancienne chanteuse de bal, lui écrit sa première chanson, La petite fille qui pleure, en hommage à son père décédé en 1987.
En 1989, elle enregistre un 45 tours en duo avec Tanguy Cordary. Elle collabore ensuite avec des auteurs-compositeurs lorrains tels que Gaspard Miceli et Éric Starck, interprétant des titres comme Mensonges, Papillon de nuit et D'Amour, une reprise en français de Unchained Melody. En 1998, elle épouse Sébastien Braun, coiffeur de formation et son impresario, avec qui elle a un fils, Enzo, né le 26 mai 2006.
Avant sa médiatisation nationale, elle anime des fêtes et des galas régionaux, assurant les premières parties d’artistes tels que Jeanne Mas, Nicoletta ou Lio. Elle participe également à des émissions comme Graines de star en 1999, Popstars en 2002 et Le Chantier en 2004. Elle tente également de passer l'audition pour l'Eurovision en 2001 avec son titre inédit Mensonges, puis à nouveau en 2006 avec un autre titre.

### Le «bad buzz» de laNouvelle Star(février-mai 2008)
Le 21 février 2008, M6 diffuse sa prestation à l'audition de la 6e saison de la Nouvelle star, à l'issue de laquelle elle n'est pas sélectionnée par le jury, qui juge sa performance sans ménagement. André Manoukian lui reproche notamment de présenter « tous les tics ringards » et Philippe Manœuvre compare son style à celui de « Dalida en 1973 ». Cindy Sander et son époux déclareront plus tard que la production de l'émission aurait poussé la chanteuse à interpréter un medley de manière très théâtrale, dans le but de « l'humilier » et aurait en outre réalisé un reportage à effets, dont le montage la faisait délibérément apparaître comme stupide.
Bien que Cindy Sander n'ait pas été la seule candidate recalée à se voir consacrer un reportage, elle suscite rapidement l'intérêt de certains : la performance de Cindy Sander est reprise sur Internet ; des sites et des blogs sont créés en son honneur, se présentant comme des sites de soutien mais proposant dans certains cas un contenu nettement parodique. La rubrique Petit journal people animée par Yann Barthès dans l'émission Le Grand journal, suit son actualité sur un ton persifleur qui alimente néanmoins sa notoriété.
Les médias s'intéressent ensuite de plus en plus au phénomène et, le 3 mars 2008, Cindy Sander fait la une de l'hebdomadaire Télé Star[source insuffisante]. Elle devient également chroniqueuse de Nouvelle Star dans les colonnes de Télé Loisirs.
Forte de ce buzz, l'artiste revient à la Nouvelle Star le 23 avril, en tant qu'invitée, pour présenter son single Papillon de lumière : l'émission enregistre ce soir-là une forte progression d'audience. Elle signe le lendemain avec la maison de production M6 Interactions[source insuffisante]. Les interventions télévisées de la chanteuse se multiplient alors.
Les avis restent partagés sur Cindy Sander : si d'aucuns lui reconnaissent des qualités vocales, comme André Manoukian, l'intérêt d'une partie des médias et du public est suscité par la dérision, Erwan Desplanques dénonçant dans Télérama un cruel « dîner de cons ». D'autres encore, comme Julien Keime, y voient le symbole d'une génération en quête de célébrité à tout prix,[source insuffisante].
Depuis le 22 mai 2008, une boutique en ligne vend des produits dérivés à son effigie.
Mais alors que le CD single du titre Papillon de lumière sort en mai 2008 et que l'émission de la Nouvelle Star se termine, les apparitions de la chanteuse dans les médias se font plus rares. Elle apparaît par exemple le 7 juillet sur France 3 dans l'émission Village Départ à Saint-Malo lors de la 3e étape du Tour de France 2008. Le nombre de ventes de son titre trouve un succès relatif par rapport au buzz médiatique du printemps (36e du classement des ventes après un mois).

### Bienvenue chez les Sander(été 2008)
À l'automne 2008, Cindy Sander a fait l'objet de sa propre émission de téléréalité intitulée Bienvenue chez les Sander, où le téléspectateur pouvait la suivre dans sa vie quotidienne.
Tournés en juillet et août 2008, les quatre épisodes de quarante minutes sont diffusés sur la chaîne Comédie+ chaque samedi du 27 septembre 2008 au 18 octobre 2008 à 19 h 40. Le programme se conclut par un best of de 70 minutes, le jeudi 23 octobre 2008 en prime time. Sont invités sur le plateau, la famille et les proches de Cindy Sander[réf. nécessaire].

### Papillon de lumière(2008 à 2010)
Le titre est d'abord distribué dans les magasins de musique en ligne à partir du 25 avril 2008. Dans les quatre semaines suivant sa sortie, le titre ne figure à aucun moment dans le classement du SNEP des cinquante meilleures ventes de titres téléchargés en France.
Le 26 mai, le single fait l'objet d'une sortie CD. Il s'écoule à 1 977 exemplaires la première semaine et à 6 000 en un mois. Cindy Sander annonce cependant sur son blog l'avoir mis à disposition sur des « plates-formes illégales de téléchargement »  avant sa sortie officielle et qu'il aurait été téléchargé 200 000 fois.
| Semaine (1) | 25/05-31/05 | 01/06-07/06 | 08/06-14/06 | 15/06-21/06 | 22/06-28/06 | 29/06-05/07 | 06/07-12/07 | 13/07-19/07 | 20/07-26/07 | 27/07-02/08 |
| Position    | 14e         | 17e         | 19e         | 23e         | 27e         | 36e         | 44e         | 47e         | 50e         | 54e         |

| Semaine (2) | 03/08-09/08 | 10/08-16/08 | 17/08-23/08 | 24/08-30/08 | 31/08-06/09 | 07/09-13/09 | 14/09-20/09 | 21/09-27/09 | 28/09-04/10 | 05/10-11/10 |
| Position    | 54e         | 58e         | 67e         | 67e         | 69e         | 68e         | 66e         | 71e         | 71e         | 90e         |

En mai 2009 Cindy Sander sort un nouveau single aux sonorités R'n'B, intitulé Le Secret de nous, accompagné par un clip se basant sur des références aux clips de plusieurs artistes comme Diam's. Elle se produit dans de petits galas et dans des discothèques de province.
Durant l'été 2009, elle chante en duo avec Julien Doré au festival Muzik'Elles.
Après le titre Si tu te déshabillais l'âme, elle sort en septembre 2009 un nouveau titre en anglais intitulé Almighty love. Aucun de ces titres ne parvient à connaître le succès.
En janvier 2010, elle participe à l'émission Toute une histoire. Le 23 février 2010 sort son nouveau single Défends-moi de te quitter, adaptation de Almighty love.

### Les Anges de la télé-réalitéet singleLes Mots D'Amour(2011 à 2013)
La sortie de son nouvel album est prévu pour le premier semestre de l'année 2011.
Elle participe le 26 novembre 2010 à l'émission de Carole Rousseau C'est quoi l'amour ? sur TF1 où elle arbore un nouveau look et 17 kilos en moins. L'émission consacrée aux anciens candidats de la télé-réalité réalise un gros succès d'audience.
À partir du 10 janvier 2011, elle participe à la première saison des Anges de la Télé-réalité, diffusé sur NRJ 12 avec notamment Steevy Boulay. De cette participation découlera la sortie d'un single Les mots d'amour.
En 2011, elle participe au single Love is Love au profit du Fonds de Dotation Sœur Marguerite, qui soutient l'enseignement primaire gratuit auprès des exclus du système scolaire. La chanson est accompagnée d'un clip marqué par la présence de sœur Marguerite.
Le 27 août 2011, elle participe à un spectacle à Walygator.

### Succès  dans le spectacleThe Wyld, littérature,1eralbum studio etLet Go(2014-présent)
Le 21 avril 2014, elle apparait métamorphosée, amincie et rousse dans l'émission Toute une histoire où on apprend qu'elle sera la future protagoniste principale du spectacle The Wyld, produit par le styliste, couturier et metteur en scène Thierry Mugler. Ce spectacle, écrit et pensé par le jeune poète Guillaume Haegel, qui débute le 23 octobre 2014 à Berlin, se présente comme le spectacle « le plus cher du monde », hors ceux produits à Las Vegas,.
Le show est un grand succès en Allemagne, attirant plus de 780 000 spectateurs sur 490 représentations.
En 2017, il est annoncé qu'elle allait sortir son premier album, produit par Thierry Mugler,,. Le 28 avril 2017, elle publie un EP intitulé Cindy Sander, incluant le single Près de moi, une adaptation française du hit Next to Me de la chanteuse écossaise Emeli Sandé, ainsi que Papillon de lumière en version acoustique.
Le 26 octobre 2020, elle publie son autobiographie intitulée Cindy Sander, de l'ombre à la lumière.
En 2022, elle participe au jeu TV Fort Boyard.
Le 21 septembre 2023, elle revient avec le single électro Let Go.

## Discographie
Album
- 2007 : Plus fort que l'amour

EP
- 2017 : Cindy Sander

Singles
- 1989 : Notre mélodie en duo avec Tanguy Cordary (45 tours)
- 2000 : Mensonges
- 2000 : D'amour / Papillon de nuit
- 2008 : Papillon de lumière
- 2009 : Le Secret de nous / Si tu te déshabillais l'âme
- 2010 : Défends-moi de te quitter / Almighty Love
- 2011 : Les mots d'amour
- 2011 : Love Is Love (single caritatif contre l’illettrisme)
- 2017 : Près de moi
- 2023 : Let Go

## Publication
- 2020 : Cindy Sander, de l'ombre à la lumière - Nombre7 Éditions